# Lotzorai
Lotzorai est une commune de la province ogliastra  (anciennement province de Nuoro) dans la région Sardaigne en Italie.

## Territoire et ressources
Le centre habité est situé à seulement 1 km de la côte orientale de la région, qui donne sur la Mer Tyrrhénienne. La commune est délimitée par deux rivières : la Pramaera (à l'origine Palmera ou Palmaera) au nord et la rivière Girasole (à l'origine S'arenàda) au sud.
On peut rejoindre le village par le nord  ou par le sud en empruntant la Strada Statale 125 Orientale Sarda, par l'ouest en empruntant la strada provinciale 56. Elle rentre en outre dans le bassin du port d'Arbatax, de l'Aéroport de Tortolì-Arbatax - tous deux distants d'environ 5 km et à 3 km du port touristique de Santa Maria Navarrese et à 2,8 km de distance du hameau de Tancau sul Mare.
À environ un mille à l'est de la côte du village on peut voir la petite île d'Ogliastra, minuscule archipel formé de trois petites îles inhabitées, où viennent se reposer et nidifier des colonies de cormorans et de goélands. La plus grande île abrite la statue de la Madone d'Ogliastra, qui fait depuis quelques années l'objet d'une procession au mois d'août, au bord de petites embarcations.
Les zones humides de Lotzorai ont une certaine importance pour abriter de nombreuses espèces aquatiques: le parc fluvial de la rivière Pramaera ainsi que son embouchure, l'étang de Pollu, le marais Paùle di Iscrixedda (qui tourne le dos à la plage qui porte le même nom dans le lieu-dit Iscrixedda et qui est alimentée par les eaux de la rivière Rio Girasole qui en forment l'embouchure), le canal de Su Stoargiu qui relie la zone humide de Iscrixedda (prononcé Iscridjedda) et l'étang de Tortolì.

## L''economie et le tourisme
L'économie du village est basée principalement sur l'agriculture et sur le tourisme balnéaire très actif, favorisé par les 7 km de plages libres se trouvant sur le territoire, et sur la possibilité de faire du free climbing, des excursions à pied, du cyclotourisme sur route et du mountain bike, sur le territoire des villages qui l'entourent notamment Jerzu, Ulassai, Lanusei, Arzana, Villagrande Strisaili, Talana, Urzulei et Baunei, tous situés entre 500–700 m d'altitude, facilement atteignables en voiture ou à vélo par la route. À noter également que les montagnes s'élèvent jusqu'à 1 000 m à 30 km de la côte, permettant ainsi de trouver des zones fraîches et/ou de l'ombre en été. C'est dans ce but que de nombreux sportifs viennent accompagnés de leur famille en vacances à Lotzorai, afin d'être près de la mer sans toutefois renoncer à leur sport préféré dans les montagnes voisines. Le doux climat, permet en outre de pratiquer ces sports durant toute l'année.
La culture de légumes en serres, des agrumes, les oliveraies et les vignes représentent les activités agricoles principales.

## Monuments et lieux d'intérêt

### Les sites archeologiques
On trouve un site important de la culture prenuraghiques avec les domus de janas de Tracucu

## Administration
| Période                                  | Période  | Identité        | Étiquette | Qualité |
| ---------------------------------------- | -------- | --------------- | --------- | ------- |
| 30 mai 2006                              | En cours | Giancarlo Serra |           |         |
| Les données manquantes sont à compléter. |          |                 |           |         |

### Hameaux
Donigala, Tancau sul mare 

### Communes limitrophes
Baunei, Girasole, Talana, Tortolì, Triei, Villagrande Strisaili

### Évolution démographique
Habitants recensés